# هدسون ماكسيم
هدسون ماكسيم (بالإنجليزية: Hudson Maxim)‏ هو مخترِع وكيميائي أمريكي، ولد في 3 فبراير 1853 في مين في الولايات المتحدة، وتوفي في 6 مايو 1927 في Landing, New Jersey ‏ في الولايات المتحدة.

## وصلات خارجية
- هدسون ماكسيم على موقع الموسوعة البريطانية (الإنجليزية)